# Буджсаим, Али
Али Мохамед Буджсаим (араб. علي بوجسيم‎; род. 9 сентября 1959, Дубай) — эмиратский футбольный судья. Обслуживал матчи трёх чемпионатов мира (1994, 1998 и 2002).

## Судейская карьера
Судил матчи в Футбольной лиге ОАЭ, в 1991 году стал судьёй ФИФА. В июне 1991 года был судьёй на молодёжном чемпионате мира в Португалии.
В 1992 году судил три матча на летних Олимпийских играх в Испании.
Обслуживал три Кубка Азии (1992, 1996, 2000).
Был судьёй двух финалов Кубка конфедераций (1995, 2001).
Обслуживал матчи четырёх Кубков африканских наций (1994, 1996, 2002, 2004).
Был судьёй на трёх чемпионатах мира: в 1994 году в США (2 матча), в 1998 году во Франции (3 матча) и в 2002 году в Южной Корее и Японии (2 матча). На матче группового этапа чемпионата мира 2002 году между сборными Швеции и Аргентины удалил со скамейки запасных аргентинца Клаудио Каниджу, который нецензурно выражался в его адрес. Таким образом, Каниджа стал первым в истории чемпионатов мира игроком, удалённым со скамейки.